# Glycaspis mesicola
Glycaspis mesicola är en insektsart som beskrevs av Moore 1964. Glycaspis mesicola ingår i släktet Glycaspis och familjen rundbladloppor. Inga underarter finns listade i Catalogue of Life.